# Ernst Rubow
Ernst Wilhelm Friedrich Rubow (* 11. Juli 1880 in Rostock; † 4. Juli 1958 in Stendal) war ein deutscher Lehrer, Historiker und Geograph.

## Leben
Ernst Rubow war im Schuldienst tätig und widmete sich daneben historischen und geographischen Fragen. So gab er u. a. einen „Heimatkalender für die Kreise Greifswald und Grimmen“ heraus.
Rubow arbeitete eng mit dem Greifswalder Historiker Fritz Curschmann zusammen. Eine gemeinsam erarbeitete farbige Übersichtskarte des pommerschen Besitzstandes erregte 1933 auf einem internationalen Historikerkongress in Warschau Aufsehen und trug damit zur Erarbeitung eines historischen Kartenwerkes von Pommern bei, die durch die Landesgeschichtliche Forschungsstelle der Provinz Pommern gefördert wurde. Nach Unterbrechung durch den Zweiten Weltkrieg setzte Rubow seine Forschungsarbeit fort.
In den 1950er-Jahren arbeitete Ernst Rubow mit seiner Frau Marianne Rubow-Kalähne an der Zusammenzeichnung und Übersetzung der Schwedischen Matrikelkarten von Vorpommern.

## Werke
- Der Siedlungsraum um Greifswald: ein Beitrag zur Heimatkunde der Kreise Greifswald und Grimmen. Abel, Greifswald 1928.
- Die Beständigkeit der Gemarkungsgrenzen und die Bedingungen für ihre Veränderung. Greifswald 1929.
- mit Wilhelm Hartnack: Die ostpommersche Grenzmark. Gustav Braun zum 50. Geburtstag, am 30. Mai 1931. 1931.
- mit Fritz Curschmann: Pommersche Kreiskarte. Stettin 1935.